# Liste des planètes mineures (45001-46000)
Voici la liste des planètes mineures numérotées de 45001 à 46000. Les planètes mineures sont numérotées lorsque leur orbite est confirmée, ce qui peut parfois se produire longtemps après leur découverte. Elles sont classées ici par leur numéro et donc approximativement par leur date de découverte.

## 45001-45100
| Nom               | Désignation provisoire | Date de la découverte | Découvreur                  |
| ----------------- | ---------------------- | --------------------- | --------------------------- |
| 45001 -           | 1999 VZ186             | 15 novembre 1999      | LINEAR                      |
| 45002 -           | 1999 VS193             | 3 novembre 1999       | LONEOS                      |
| 45003 -           | 1999 VL194             | 1er novembre 1999     | CSS                         |
| 45004 -           | 1999 VD197             | 2 novembre 1999       | CSS                         |
| 45005 -           | 1999 VR198             | 3 novembre 1999       | CSS                         |
| 45006 -           | 1999 VV198             | 3 novembre 1999       | CSS                         |
| 45007 -           | 1999 VD201             | 6 novembre 1999       | CSS                         |
| 45008 -           | 1999 VN201             | 3 novembre 1999       | LINEAR                      |
| 45009 -           | 1999 VR204             | 9 novembre 1999       | CSS                         |
| 45010 -           | 1999 VS209             | 11 novembre 1999      | CSS                         |
| 45011 -           | 1999 VC217             | 4 novembre 1999       | LINEAR                      |
| 45012 -           | 1999 VY222             | 7 novembre 1999       | LINEAR                      |
| 45013 -           | 1999 WK                | 16 novembre 1999      | T. Kobayashi                |
| 45014 -           | 1999 WP                | 18 novembre 1999      | T. Kobayashi                |
| 45015 -           | 1999 WQ                | 16 novembre 1999      | P. Kušnirák                 |
| 45016 -           | 1999 WV2               | 30 novembre 1999      | Kleť                        |
| 45017 -           | 1999 WK3               | 28 novembre 1999      | T. Kobayashi                |
| 45018 -           | 1999 WS3               | 28 novembre 1999      | T. Kobayashi                |
| 45019 -           | 1999 WU4               | 28 novembre 1999      | T. Kobayashi                |
| 45020 -           | 1999 WC5               | 28 novembre 1999      | T. Kobayashi                |
| 45021 -           | 1999 WE6               | 28 novembre 1999      | K. Korlević                 |
| 45022 -           | 1999 WF6               | 28 novembre 1999      | K. Korlević                 |
| 45023 -           | 1999 WM6               | 28 novembre 1999      | K. Korlević                 |
| 45024 -           | 1999 WN7               | 28 novembre 1999      | K. Korlević                 |
| 45025 -           | 1999 WY7               | 29 novembre 1999      | K. Korlević                 |
| 45026 -           | 1999 WE8               | 28 novembre 1999      | Uppsala-DLR Asteroid Survey |
| (45027) Cosquer   | 1999 WA9               | 28 novembre 1999      | S. Sposetti                 |
| 45028 -           | 1999 WD9               | 28 novembre 1999      | Črni Vrh                    |
| 45029 -           | 1999 WN9               | 30 novembre 1999      | T. Kobayashi                |
| 45030 -           | 1999 WJ13              | 30 novembre 1999      | Spacewatch                  |
| 45031 -           | 1999 WR13              | 29 novembre 1999      | K. Korlević                 |
| 45032 -           | 1999 WL16              | 29 novembre 1999      | Spacewatch                  |
| 45033 -           | 1999 WL20              | 16 novembre 1999      | LINEAR                      |
| 45034 -           | 1999 XA2               | 3 décembre 1999       | C. W. Juels                 |
| 45035 -           | 1999 XB2               | 3 décembre 1999       | C. W. Juels                 |
| 45036 -           | 1999 XD3               | 4 décembre 1999       | CSS                         |
| 45037 -           | 1999 XP4               | 4 décembre 1999       | CSS                         |
| 45038 -           | 1999 XE6               | 4 décembre 1999       | CSS                         |
| 45039 -           | 1999 XW7               | 4 décembre 1999       | P. G. Comba                 |
| 45040 -           | 1999 XJ8               | 3 décembre 1999       | T. Kobayashi                |
| 45041 -           | 1999 XE10              | 5 décembre 1999       | CSS                         |
| 45042 -           | 1999 XW10              | 5 décembre 1999       | CSS                         |
| 45043 -           | 1999 XG11              | 5 décembre 1999       | CSS                         |
| 45044 -           | 1999 XW12              | 5 décembre 1999       | LINEAR                      |
| 45045 -           | 1999 XD17              | 7 décembre 1999       | LINEAR                      |
| 45046 -           | 1999 XN20              | 5 décembre 1999       | LINEAR                      |
| 45047 -           | 1999 XO20              | 5 décembre 1999       | LINEAR                      |
| 45048 -           | 1999 XB21              | 5 décembre 1999       | LINEAR                      |
| 45049 -           | 1999 XL21              | 5 décembre 1999       | LINEAR                      |
| 45050 -           | 1999 XW21              | 5 décembre 1999       | LINEAR                      |
| 45051 -           | 1999 XP22              | 6 décembre 1999       | LINEAR                      |
| 45052 -           | 1999 XX23              | 6 décembre 1999       | LINEAR                      |
| 45053 -           | 1999 XK26              | 6 décembre 1999       | LINEAR                      |
| 45054 -           | 1999 XN26              | 6 décembre 1999       | LINEAR                      |
| 45055 -           | 1999 XT26              | 6 décembre 1999       | LINEAR                      |
| 45056 -           | 1999 XR27              | 6 décembre 1999       | LINEAR                      |
| 45057 -           | 1999 XO29              | 6 décembre 1999       | LINEAR                      |
| 45058 -           | 1999 XR29              | 6 décembre 1999       | LINEAR                      |
| 45059 -           | 1999 XT29              | 6 décembre 1999       | LINEAR                      |
| 45060 -           | 1999 XL30              | 6 décembre 1999       | LINEAR                      |
| 45061 -           | 1999 XL31              | 6 décembre 1999       | LINEAR                      |
| 45062 -           | 1999 XM31              | 6 décembre 1999       | LINEAR                      |
| 45063 -           | 1999 XR31              | 6 décembre 1999       | LINEAR                      |
| 45064 -           | 1999 XT31              | 6 décembre 1999       | LINEAR                      |
| 45065 -           | 1999 XU31              | 6 décembre 1999       | LINEAR                      |
| 45066 -           | 1999 XN32              | 6 décembre 1999       | LINEAR                      |
| 45067 -           | 1999 XW32              | 6 décembre 1999       | LINEAR                      |
| 45068 -           | 1999 XA34              | 6 décembre 1999       | LINEAR                      |
| 45069 -           | 1999 XB35              | 6 décembre 1999       | LINEAR                      |
| 45070 -           | 1999 XA36              | 6 décembre 1999       | T. Kagawa                   |
| 45071 -           | 1999 XA37              | 7 décembre 1999       | J. M. Roe                   |
| 45072 -           | 1999 XC37              | 7 décembre 1999       | C. W. Juels                 |
| (45073) Doyanrose | 1999 XN37              | 7 décembre 1999       | J. Ruthroff (en)            |
| 45074 -           | 1999 XA38              | 6 décembre 1999       | S. Sposetti                 |
| 45075 -           | 1999 XB38              | 6 décembre 1999       | S. Sposetti                 |
| 45076 -           | 1999 XQ38              | 8 décembre 1999       | LINEAR                      |
| 45077 -           | 1999 XU39              | 6 décembre 1999       | LINEAR                      |
| 45078 -           | 1999 XZ39              | 6 décembre 1999       | LINEAR                      |
| 45079 -           | 1999 XZ41              | 7 décembre 1999       | LINEAR                      |
| 45080 -           | 1999 XB43              | 7 décembre 1999       | LINEAR                      |
| 45081 -           | 1999 XE44              | 7 décembre 1999       | LINEAR                      |
| 45082 -           | 1999 XF44              | 7 décembre 1999       | LINEAR                      |
| 45083 -           | 1999 XQ44              | 7 décembre 1999       | LINEAR                      |
| 45084 -           | 1999 XG45              | 7 décembre 1999       | LINEAR                      |
| 45085 -           | 1999 XH45              | 7 décembre 1999       | LINEAR                      |
| 45086 -           | 1999 XE46              | 7 décembre 1999       | LINEAR                      |
| 45087 -           | 1999 XM46              | 7 décembre 1999       | LINEAR                      |
| 45088 -           | 1999 XX46              | 7 décembre 1999       | LINEAR                      |
| 45089 -           | 1999 XA47              | 7 décembre 1999       | LINEAR                      |
| 45090 -           | 1999 XA49              | 7 décembre 1999       | LINEAR                      |
| 45091 -           | 1999 XT49              | 7 décembre 1999       | LINEAR                      |
| 45092 -           | 1999 XD50              | 7 décembre 1999       | LINEAR                      |
| 45093 -           | 1999 XF52              | 7 décembre 1999       | LINEAR                      |
| 45094 -           | 1999 XX53              | 7 décembre 1999       | LINEAR                      |
| 45095 -           | 1999 XE55              | 7 décembre 1999       | LINEAR                      |
| 45096 -           | 1999 XE56              | 7 décembre 1999       | LINEAR                      |
| 45097 -           | 1999 XL59              | 7 décembre 1999       | LINEAR                      |
| 45098 -           | 1999 XK66              | 7 décembre 1999       | LINEAR                      |
| 45099 -           | 1999 XN66              | 7 décembre 1999       | LINEAR                      |
| 45100 -           | 1999 XZ66              | 7 décembre 1999       | LINEAR                      |

## 45101-45200
| Nom     | Désignation provisoire | Date de la découverte | Découvreur            |
| ------- | ---------------------- | --------------------- | --------------------- |
| 45101 - | 1999 XA68              | 7 décembre 1999       | LINEAR                |
| 45102 - | 1999 XN69              | 7 décembre 1999       | LINEAR                |
| 45103 - | 1999 XJ70              | 7 décembre 1999       | LINEAR                |
| 45104 - | 1999 XY73              | 7 décembre 1999       | LINEAR                |
| 45105 - | 1999 XU74              | 7 décembre 1999       | LINEAR                |
| 45106 - | 1999 XX74              | 7 décembre 1999       | LINEAR                |
| 45107 - | 1999 XA75              | 7 décembre 1999       | LINEAR                |
| 45108 - | 1999 XD76              | 7 décembre 1999       | LINEAR                |
| 45109 - | 1999 XZ76              | 7 décembre 1999       | LINEAR                |
| 45110 - | 1999 XH77              | 7 décembre 1999       | LINEAR                |
| 45111 - | 1999 XJ77              | 7 décembre 1999       | LINEAR                |
| 45112 - | 1999 XG78              | 7 décembre 1999       | LINEAR                |
| 45113 - | 1999 XZ78              | 7 décembre 1999       | LINEAR                |
| 45114 - | 1999 XY81              | 7 décembre 1999       | LINEAR                |
| 45115 - | 1999 XN82              | 7 décembre 1999       | LINEAR                |
| 45116 - | 1999 XE83              | 7 décembre 1999       | LINEAR                |
| 45117 - | 1999 XA85              | 7 décembre 1999       | LINEAR                |
| 45118 - | 1999 XZ85              | 7 décembre 1999       | LINEAR                |
| 45119 - | 1999 XA86              | 7 décembre 1999       | LINEAR                |
| 45120 - | 1999 XX86              | 7 décembre 1999       | LINEAR                |
| 45121 - | 1999 XZ86              | 7 décembre 1999       | LINEAR                |
| 45122 - | 1999 XB88              | 7 décembre 1999       | LINEAR                |
| 45123 - | 1999 XH88              | 7 décembre 1999       | LINEAR                |
| 45124 - | 1999 XS88              | 7 décembre 1999       | LINEAR                |
| 45125 - | 1999 XA89              | 7 décembre 1999       | LINEAR                |
| 45126 - | 1999 XB89              | 7 décembre 1999       | LINEAR                |
| 45127 - | 1999 XS89              | 7 décembre 1999       | LINEAR                |
| 45128 - | 1999 XC91              | 7 décembre 1999       | LINEAR                |
| 45129 - | 1999 XJ91              | 7 décembre 1999       | LINEAR                |
| 45130 - | 1999 XQ91              | 7 décembre 1999       | LINEAR                |
| 45131 - | 1999 XE92              | 7 décembre 1999       | LINEAR                |
| 45132 - | 1999 XJ93              | 7 décembre 1999       | LINEAR                |
| 45133 - | 1999 XM93              | 7 décembre 1999       | LINEAR                |
| 45134 - | 1999 XN93              | 7 décembre 1999       | LINEAR                |
| 45135 - | 1999 XN94              | 7 décembre 1999       | LINEAR                |
| 45136 - | 1999 XO94              | 7 décembre 1999       | LINEAR                |
| 45137 - | 1999 XH96              | 7 décembre 1999       | LINEAR                |
| 45138 - | 1999 XC97              | 7 décembre 1999       | LINEAR                |
| 45139 - | 1999 XP97              | 7 décembre 1999       | LINEAR                |
| 45140 - | 1999 XW98              | 7 décembre 1999       | LINEAR                |
| 45141 - | 1999 XZ100             | 7 décembre 1999       | LINEAR                |
| 45142 - | 1999 XJ102             | 7 décembre 1999       | LINEAR                |
| 45143 - | 1999 XO103             | 7 décembre 1999       | LINEAR                |
| 45144 - | 1999 XA104             | 7 décembre 1999       | Y. Shimizu, T. Urata  |
| 45145 - | 1999 XN105             | 8 décembre 1999       | H. Shiozawa, T. Urata |
| 45146 - | 1999 XC106             | 11 décembre 1999      | T. Kobayashi          |
| 45147 - | 1999 XA108             | 4 décembre 1999       | CSS                   |
| 45148 - | 1999 XD109             | 4 décembre 1999       | CSS                   |
| 45149 - | 1999 XN110             | 5 décembre 1999       | CSS                   |
| 45150 - | 1999 XP110             | 5 décembre 1999       | CSS                   |
| 45151 - | 1999 XB111             | 5 décembre 1999       | CSS                   |
| 45152 - | 1999 XO112             | 11 décembre 1999      | LINEAR                |
| 45153 - | 1999 XD113             | 11 décembre 1999      | LINEAR                |
| 45154 - | 1999 XL113             | 11 décembre 1999      | LINEAR                |
| 45155 - | 1999 XW113             | 11 décembre 1999      | LINEAR                |
| 45156 - | 1999 XV114             | 11 décembre 1999      | LINEAR                |
| 45157 - | 1999 XA117             | 5 décembre 1999       | CSS                   |
| 45158 - | 1999 XJ117             | 5 décembre 1999       | CSS                   |
| 45159 - | 1999 XQ119             | 5 décembre 1999       | CSS                   |
| 45160 - | 1999 XS123             | 7 décembre 1999       | CSS                   |
| 45161 - | 1999 XX123             | 7 décembre 1999       | CSS                   |
| 45162 - | 1999 XX124             | 7 décembre 1999       | CSS                   |
| 45163 - | 1999 XE127             | 9 décembre 1999       | C. W. Juels           |
| 45164 - | 1999 XK127             | 9 décembre 1999       | C. W. Juels           |
| 45165 - | 1999 XS128             | 10 décembre 1999      | LINEAR                |
| 45166 - | 1999 XZ128             | 12 décembre 1999      | LINEAR                |
| 45167 - | 1999 XG129             | 12 décembre 1999      | LINEAR                |
| 45168 - | 1999 XG130             | 12 décembre 1999      | LINEAR                |
| 45169 - | 1999 XQ132             | 12 décembre 1999      | LINEAR                |
| 45170 - | 1999 XF133             | 12 décembre 1999      | LINEAR                |
| 45171 - | 1999 XB134             | 12 décembre 1999      | LINEAR                |
| 45172 - | 1999 XG134             | 12 décembre 1999      | LINEAR                |
| 45173 - | 1999 XU136             | 14 décembre 1999      | C. W. Juels           |
| 45174 - | 1999 XO137             | 2 décembre 1999       | LONEOS                |
| 45175 - | 1999 XB140             | 2 décembre 1999       | Spacewatch            |
| 45176 - | 1999 XQ140             | 2 décembre 1999       | Spacewatch            |
| 45177 - | 1999 XS140             | 2 décembre 1999       | Spacewatch            |
| 45178 - | 1999 XW143             | 13 décembre 1999      | G. Hug, G. Bell       |
| 45179 - | 1999 XQ144             | 15 décembre 1999      | T. Urata              |
| 45180 - | 1999 XK145             | 7 décembre 1999       | Spacewatch            |
| 45181 - | 1999 XZ146             | 7 décembre 1999       | Spacewatch            |
| 45182 - | 1999 XC147             | 7 décembre 1999       | Spacewatch            |
| 45183 - | 1999 XG153             | 7 décembre 1999       | LINEAR                |
| 45184 - | 1999 XL155             | 8 décembre 1999       | LINEAR                |
| 45185 - | 1999 XM157             | 8 décembre 1999       | LINEAR                |
| 45186 - | 1999 XK158             | 8 décembre 1999       | LINEAR                |
| 45187 - | 1999 XY158             | 8 décembre 1999       | LINEAR                |
| 45188 - | 1999 XK159             | 8 décembre 1999       | LINEAR                |
| 45189 - | 1999 XC160             | 8 décembre 1999       | LINEAR                |
| 45190 - | 1999 XN161             | 13 décembre 1999      | LINEAR                |
| 45191 - | 1999 XU163             | 8 décembre 1999       | CSS                   |
| 45192 - | 1999 XW163             | 8 décembre 1999       | CSS                   |
| 45193 - | 1999 XD165             | 8 décembre 1999       | LINEAR                |
| 45194 - | 1999 XJ165             | 8 décembre 1999       | LINEAR                |
| 45195 - | 1999 XT166             | 10 décembre 1999      | LINEAR                |
| 45196 - | 1999 XV166             | 10 décembre 1999      | LINEAR                |
| 45197 - | 1999 XY167             | 10 décembre 1999      | LINEAR                |
| 45198 - | 1999 XF169             | 10 décembre 1999      | LINEAR                |
| 45199 - | 1999 XF170             | 10 décembre 1999      | LINEAR                |
| 45200 - | 1999 XS170             | 10 décembre 1999      | LINEAR                |

## 45201-45300
| Nom               | Désignation provisoire | Date de la découverte | Découvreur            |
| ----------------- | ---------------------- | --------------------- | --------------------- |
| 45201 -           | 1999 XT170             | 10 décembre 1999      | LINEAR                |
| 45202 -           | 1999 XA171             | 10 décembre 1999      | LINEAR                |
| 45203 -           | 1999 XM171             | 10 décembre 1999      | LINEAR                |
| 45204 -           | 1999 XZ172             | 10 décembre 1999      | LINEAR                |
| 45205 -           | 1999 XJ173             | 10 décembre 1999      | LINEAR                |
| 45206 -           | 1999 XK174             | 10 décembre 1999      | LINEAR                |
| 45207 -           | 1999 XH175             | 10 décembre 1999      | LINEAR                |
| 45208 -           | 1999 XQ175             | 10 décembre 1999      | LINEAR                |
| 45209 -           | 1999 XT178             | 10 décembre 1999      | LINEAR                |
| 45210 -           | 1999 XW178             | 10 décembre 1999      | LINEAR                |
| 45211 -           | 1999 XF179             | 10 décembre 1999      | LINEAR                |
| 45212 -           | 1999 XP180             | 10 décembre 1999      | LINEAR                |
| 45213 -           | 1999 XS181             | 12 décembre 1999      | LINEAR                |
| 45214 -           | 1999 XW181             | 12 décembre 1999      | LINEAR                |
| 45215 -           | 1999 XB183             | 12 décembre 1999      | LINEAR                |
| 45216 -           | 1999 XP183             | 12 décembre 1999      | LINEAR                |
| 45217 -           | 1999 XL186             | 12 décembre 1999      | LINEAR                |
| 45218 -           | 1999 XQ186             | 12 décembre 1999      | LINEAR                |
| 45219 -           | 1999 XE187             | 12 décembre 1999      | LINEAR                |
| 45220 -           | 1999 XK188             | 12 décembre 1999      | LINEAR                |
| 45221 -           | 1999 XQ188             | 12 décembre 1999      | LINEAR                |
| 45222 -           | 1999 XY194             | 12 décembre 1999      | LINEAR                |
| 45223 -           | 1999 XF200             | 12 décembre 1999      | LINEAR                |
| 45224 -           | 1999 XO209             | 13 décembre 1999      | LINEAR                |
| 45225 -           | 1999 XZ212             | 14 décembre 1999      | LINEAR                |
| 45226 -           | 1999 XG213             | 14 décembre 1999      | LINEAR                |
| 45227 -           | 1999 XH213             | 14 décembre 1999      | LINEAR                |
| 45228 -           | 1999 XJ214             | 14 décembre 1999      | LINEAR                |
| 45229 -           | 1999 XS214             | 14 décembre 1999      | LINEAR                |
| 45230 -           | 1999 XV214             | 14 décembre 1999      | LINEAR                |
| 45231 -           | 1999 XT215             | 14 décembre 1999      | LINEAR                |
| 45232 -           | 1999 XZ215             | 13 décembre 1999      | Spacewatch            |
| 45233 -           | 1999 XK216             | 13 décembre 1999      | Spacewatch            |
| 45234 -           | 1999 XA228             | 13 décembre 1999      | LONEOS                |
| 45235 -           | 1999 XD228             | 14 décembre 1999      | Spacewatch            |
| 45236 -           | 1999 XP229             | 7 décembre 1999       | CSS                   |
| 45237 -           | 1999 XV229             | 7 décembre 1999       | CSS                   |
| 45238 -           | 1999 XM230             | 7 décembre 1999       | LONEOS                |
| 45239 -           | 1999 XV231             | 8 décembre 1999       | LINEAR                |
| 45240 -           | 1999 XL233             | 3 décembre 1999       | LINEAR                |
| 45241 -           | 1999 XE238             | 5 décembre 1999       | LONEOS                |
| 45242 -           | 1999 XT241             | 13 décembre 1999      | LONEOS                |
| 45243 -           | 1999 XB242             | 13 décembre 1999      | CSS                   |
| 45244 -           | 1999 XC242             | 13 décembre 1999      | CSS                   |
| 45245 -           | 1999 XN242             | 13 décembre 1999      | CSS                   |
| 45246 -           | 1999 XF245             | 5 décembre 1999       | LINEAR                |
| 45247 -           | 1999 XY245             | 5 décembre 1999       | LINEAR                |
| 45248 -           | 1999 XO258             | 5 décembre 1999       | LONEOS                |
| 45249 -           | 1999 XZ259             | 7 décembre 1999       | Spacewatch            |
| 45250 -           | 1999 YJ                | 16 décembre 1999      | LINEAR                |
| 45251 -           | 1999 YN                | 16 décembre 1999      | LINEAR                |
| 45252 -           | 1999 YY1               | 16 décembre 1999      | Spacewatch            |
| 45253 -           | 1999 YU4               | 28 décembre 1999      | G. Hug, G. Bell       |
| 45254 -           | 1999 YS12              | 27 décembre 1999      | Spacewatch            |
| 45255 -           | 1999 YK13              | 31 décembre 1999      | G. Hug, G. Bell       |
| 45256 -           | 1999 YM13              | 31 décembre 1999      | LINEAR                |
| 45257 -           | 1999 YC14              | 31 décembre 1999      | Spacewatch            |
| 45258 -           | 1999 YG18              | 18 décembre 1999      | LINEAR                |
| 45259 -           | 2000 AF1               | 2 janvier 2000        | Spacewatch            |
| 45260 -           | 2000 AY1               | 2 janvier 2000        | K. Korlević           |
| (45261) Decoen    | 2000 AB2               | 2 janvier 2000        | S. Sposetti           |
| 45262 -           | 2000 AG2               | 3 janvier 2000        | T. Kagawa             |
| 45263 -           | 2000 AD5               | 3 janvier 2000        | T. Kojima             |
| 45264 -           | 2000 AL5               | 4 janvier 2000        | K. Korlević           |
| 45265 -           | 2000 AY5               | 4 janvier 2000        | Spacewatch            |
| 45266 -           | 2000 AK6               | 4 janvier 2000        | P. G. Comba           |
| 45267 -           | 2000 AK7               | 2 janvier 2000        | LINEAR                |
| 45268 -           | 2000 AM8               | 2 janvier 2000        | LINEAR                |
| 45269 -           | 2000 AR8               | 2 janvier 2000        | LINEAR                |
| 45270 -           | 2000 AT8               | 2 janvier 2000        | LINEAR                |
| 45271 -           | 2000 AO10              | 3 janvier 2000        | LINEAR                |
| 45272 -           | 2000 AC11              | 3 janvier 2000        | LINEAR                |
| 45273 -           | 2000 AF11              | 3 janvier 2000        | LINEAR                |
| 45274 -           | 2000 AN11              | 3 janvier 2000        | LINEAR                |
| 45275 -           | 2000 AK12              | 3 janvier 2000        | LINEAR                |
| 45276 -           | 2000 AO12              | 3 janvier 2000        | LINEAR                |
| 45277 -           | 2000 AE15              | 3 janvier 2000        | LINEAR                |
| 45278 -           | 2000 AL15              | 3 janvier 2000        | LINEAR                |
| 45279 -           | 2000 AS15              | 3 janvier 2000        | LINEAR                |
| 45280 -           | 2000 AE16              | 3 janvier 2000        | LINEAR                |
| 45281 -           | 2000 AA19              | 3 janvier 2000        | LINEAR                |
| 45282 -           | 2000 AL19              | 3 janvier 2000        | LINEAR                |
| 45283 -           | 2000 AU22              | 3 janvier 2000        | LINEAR                |
| 45284 -           | 2000 AO24              | 3 janvier 2000        | LINEAR                |
| 45285 -           | 2000 AO26              | 3 janvier 2000        | LINEAR                |
| 45286 -           | 2000 AC27              | 3 janvier 2000        | LINEAR                |
| 45287 -           | 2000 AB29              | 3 janvier 2000        | LINEAR                |
| 45288 -           | 2000 AP29              | 3 janvier 2000        | LINEAR                |
| 45289 -           | 2000 AY29              | 3 janvier 2000        | LINEAR                |
| 45290 -           | 2000 AG33              | 3 janvier 2000        | LINEAR                |
| 45291 -           | 2000 AS33              | 3 janvier 2000        | LINEAR                |
| 45292 -           | 2000 AX34              | 3 janvier 2000        | LINEAR                |
| 45293 -           | 2000 AA35              | 3 janvier 2000        | LINEAR                |
| 45294 -           | 2000 AF37              | 3 janvier 2000        | LINEAR                |
| 45295 -           | 2000 AN37              | 3 janvier 2000        | LINEAR                |
| 45296 -           | 2000 AZ37              | 3 janvier 2000        | LINEAR                |
| 45297 -           | 2000 AN38              | 3 janvier 2000        | LINEAR                |
| (45298) Williamon | 2000 AE42              | 5 janvier 2000        | A. Block (it)         |
| (45299) Stivell   | 2000 AL43              | 6 janvier 2000        | Kleť                  |
| (45300) Thewrewk  | 2000 AF45              | 1er janvier 2000      | K. Sárneczky, L. Kiss |

## 45301-45400
| Nom                  | Désignation provisoire | Date de la découverte | Découvreur  |
| -------------------- | ---------------------- | --------------------- | ----------- |
| 45301 -              | 2000 AW45              | 3 janvier 2000        | LINEAR      |
| 45302 -              | 2000 AX46              | 4 janvier 2000        | LINEAR      |
| 45303 -              | 2000 AP47              | 4 janvier 2000        | LINEAR      |
| 45304 -              | 2000 AQ47              | 4 janvier 2000        | LINEAR      |
| (45305) Paulscherrer | 2000 AH48              | 4 janvier 2000        | S. Sposetti |
| 45306 -              | 2000 AC50              | 5 janvier 2000        | K. Korlević |
| 45307 -              | 2000 AO50              | 6 janvier 2000        | K. Korlević |
| 45308 -              | 2000 AR53              | 4 janvier 2000        | LINEAR      |
| 45309 -              | 2000 AO54              | 4 janvier 2000        | LINEAR      |
| 45310 -              | 2000 AX55              | 4 janvier 2000        | LINEAR      |
| 45311 -              | 2000 AK56              | 4 janvier 2000        | LINEAR      |
| 45312 -              | 2000 AE57              | 4 janvier 2000        | LINEAR      |
| 45313 -              | 2000 AU59              | 4 janvier 2000        | LINEAR      |
| 45314 -              | 2000 AP60              | 4 janvier 2000        | LINEAR      |
| 45315 -              | 2000 AJ61              | 4 janvier 2000        | LINEAR      |
| 45316 -              | 2000 AR61              | 4 janvier 2000        | LINEAR      |
| 45317 -              | 2000 AC63              | 4 janvier 2000        | LINEAR      |
| 45318 -              | 2000 AG63              | 4 janvier 2000        | LINEAR      |
| 45319 -              | 2000 AQ63              | 4 janvier 2000        | LINEAR      |
| 45320 -              | 2000 AT63              | 4 janvier 2000        | LINEAR      |
| 45321 -              | 2000 AD66              | 4 janvier 2000        | LINEAR      |
| 45322 -              | 2000 AT67              | 4 janvier 2000        | LINEAR      |
| 45323 -              | 2000 AF68              | 5 janvier 2000        | LINEAR      |
| 45324 -              | 2000 AG69              | 5 janvier 2000        | LINEAR      |
| 45325 -              | 2000 AD70              | 5 janvier 2000        | LINEAR      |
| 45326 -              | 2000 AE72              | 5 janvier 2000        | LINEAR      |
| 45327 -              | 2000 AE74              | 5 janvier 2000        | LINEAR      |
| 45328 -              | 2000 AM74              | 5 janvier 2000        | LINEAR      |
| 45329 -              | 2000 AX74              | 5 janvier 2000        | LINEAR      |
| 45330 -              | 2000 AN76              | 5 janvier 2000        | LINEAR      |
| 45331 -              | 2000 AZ76              | 5 janvier 2000        | LINEAR      |
| 45332 -              | 2000 AM79              | 5 janvier 2000        | LINEAR      |
| 45333 -              | 2000 AR81              | 5 janvier 2000        | LINEAR      |
| 45334 -              | 2000 AX81              | 5 janvier 2000        | LINEAR      |
| 45335 -              | 2000 AA83              | 5 janvier 2000        | LINEAR      |
| 45336 -              | 2000 AC83              | 5 janvier 2000        | LINEAR      |
| 45337 -              | 2000 AK83              | 5 janvier 2000        | LINEAR      |
| (45338) Ericevans    | 2000 AT85              | 5 janvier 2000        | LINEAR      |
| 45339 -              | 2000 AV85              | 5 janvier 2000        | LINEAR      |
| 45340 -              | 2000 AG86              | 5 janvier 2000        | LINEAR      |
| 45341 -              | 2000 AX86              | 5 janvier 2000        | LINEAR      |
| 45342 -              | 2000 AP87              | 5 janvier 2000        | LINEAR      |
| 45343 -              | 2000 AJ88              | 5 janvier 2000        | LINEAR      |
| 45344 -              | 2000 AK90              | 5 janvier 2000        | LINEAR      |
| 45345 -              | 2000 AD91              | 5 janvier 2000        | LINEAR      |
| 45346 -              | 2000 AL91              | 5 janvier 2000        | LINEAR      |
| 45347 -              | 2000 AS91              | 5 janvier 2000        | LINEAR      |
| 45348 -              | 2000 AZ91              | 5 janvier 2000        | LINEAR      |
| 45349 -              | 2000 AP93              | 5 janvier 2000        | LINEAR      |
| 45350 -              | 2000 AD95              | 4 janvier 2000        | LINEAR      |
| 45351 -              | 2000 AF96              | 4 janvier 2000        | LINEAR      |
| 45352 -              | 2000 AC97              | 4 janvier 2000        | LINEAR      |
| 45353 -              | 2000 AZ98              | 5 janvier 2000        | LINEAR      |
| 45354 -              | 2000 AS99              | 5 janvier 2000        | LINEAR      |
| 45355 -              | 2000 AF100             | 5 janvier 2000        | LINEAR      |
| 45356 -              | 2000 AA102             | 5 janvier 2000        | LINEAR      |
| 45357 -              | 2000 AC102             | 5 janvier 2000        | LINEAR      |
| 45358 -              | 2000 AM102             | 5 janvier 2000        | LINEAR      |
| 45359 -              | 2000 AN102             | 5 janvier 2000        | LINEAR      |
| 45360 -              | 2000 AW102             | 5 janvier 2000        | LINEAR      |
| 45361 -              | 2000 AZ102             | 5 janvier 2000        | LINEAR      |
| 45362 -              | 2000 AH103             | 5 janvier 2000        | LINEAR      |
| 45363 -              | 2000 AF104             | 5 janvier 2000        | LINEAR      |
| 45364 -              | 2000 AW104             | 5 janvier 2000        | LINEAR      |
| 45365 -              | 2000 AM106             | 5 janvier 2000        | LINEAR      |
| 45366 -              | 2000 AN107             | 5 janvier 2000        | LINEAR      |
| 45367 -              | 2000 AG108             | 5 janvier 2000        | LINEAR      |
| 45368 -              | 2000 AU109             | 5 janvier 2000        | LINEAR      |
| 45369 -              | 2000 AM110             | 5 janvier 2000        | LINEAR      |
| 45370 -              | 2000 AA111             | 5 janvier 2000        | LINEAR      |
| 45371 -              | 2000 AA112             | 5 janvier 2000        | LINEAR      |
| 45372 -              | 2000 AT113             | 5 janvier 2000        | LINEAR      |
| 45373 -              | 2000 AW113             | 5 janvier 2000        | LINEAR      |
| 45374 -              | 2000 AL114             | 5 janvier 2000        | LINEAR      |
| 45375 -              | 2000 AZ115             | 5 janvier 2000        | LINEAR      |
| 45376 -              | 2000 AP117             | 5 janvier 2000        | LINEAR      |
| 45377 -              | 2000 AX117             | 5 janvier 2000        | LINEAR      |
| 45378 -              | 2000 AD118             | 5 janvier 2000        | LINEAR      |
| 45379 -              | 2000 AT120             | 5 janvier 2000        | LINEAR      |
| 45380 -              | 2000 AW120             | 5 janvier 2000        | LINEAR      |
| 45381 -              | 2000 AN122             | 5 janvier 2000        | LINEAR      |
| 45382 -              | 2000 AV123             | 5 janvier 2000        | LINEAR      |
| 45383 -              | 2000 AP124             | 5 janvier 2000        | LINEAR      |
| 45384 -              | 2000 AB125             | 5 janvier 2000        | LINEAR      |
| 45385 -              | 2000 AF125             | 5 janvier 2000        | LINEAR      |
| 45386 -              | 2000 AO125             | 5 janvier 2000        | LINEAR      |
| 45387 -              | 2000 AW125             | 5 janvier 2000        | LINEAR      |
| 45388 -              | 2000 AB127             | 5 janvier 2000        | LINEAR      |
| 45389 -              | 2000 AP128             | 5 janvier 2000        | LINEAR      |
| 45390 -              | 2000 AW128             | 5 janvier 2000        | LINEAR      |
| 45391 -              | 2000 AA129             | 5 janvier 2000        | LINEAR      |
| 45392 -              | 2000 AR129             | 5 janvier 2000        | LINEAR      |
| 45393 -              | 2000 AU130             | 6 janvier 2000        | LINEAR      |
| 45394 -              | 2000 AO132             | 3 janvier 2000        | LINEAR      |
| 45395 -              | 2000 AQ134             | 4 janvier 2000        | LINEAR      |
| 45396 -              | 2000 AS138             | 5 janvier 2000        | LINEAR      |
| 45397 -              | 2000 AW138             | 5 janvier 2000        | LINEAR      |
| 45398 -              | 2000 AH139             | 5 janvier 2000        | LINEAR      |
| 45399 -              | 2000 AW139             | 5 janvier 2000        | LINEAR      |
| 45400 -              | 2000 AW140             | 5 janvier 2000        | LINEAR      |

## 45401-45500
| Nom                     | Désignation provisoire | Date de la découverte | Découvreur   |
| ----------------------- | ---------------------- | --------------------- | ------------ |
| 45401 -                 | 2000 AX140             | 5 janvier 2000        | LINEAR       |
| 45402 -                 | 2000 AZ140             | 5 janvier 2000        | LINEAR       |
| 45403 -                 | 2000 AL141             | 5 janvier 2000        | LINEAR       |
| 45404 -                 | 2000 AP141             | 5 janvier 2000        | LINEAR       |
| 45405 -                 | 2000 AY141             | 5 janvier 2000        | LINEAR       |
| 45406 -                 | 2000 AG142             | 5 janvier 2000        | LINEAR       |
| 45407 -                 | 2000 AJ142             | 5 janvier 2000        | LINEAR       |
| 45408 -                 | 2000 AO142             | 5 janvier 2000        | LINEAR       |
| 45409 -                 | 2000 AT143             | 5 janvier 2000        | LINEAR       |
| 45410 -                 | 2000 AA144             | 5 janvier 2000        | LINEAR       |
| 45411 -                 | 2000 AN144             | 5 janvier 2000        | LINEAR       |
| 45412 -                 | 2000 AN147             | 5 janvier 2000        | LINEAR       |
| 45413 -                 | 2000 AY147             | 5 janvier 2000        | LINEAR       |
| 45414 -                 | 2000 AE149             | 7 janvier 2000        | LINEAR       |
| 45415 -                 | 2000 AN149             | 7 janvier 2000        | LINEAR       |
| 45416 -                 | 2000 AX151             | 8 janvier 2000        | LINEAR       |
| 45417 -                 | 2000 AZ151             | 8 janvier 2000        | LINEAR       |
| 45418 -                 | 2000 AV155             | 3 janvier 2000        | LINEAR       |
| 45419 -                 | 2000 AV158             | 3 janvier 2000        | LINEAR       |
| 45420 -                 | 2000 AG159             | 3 janvier 2000        | LINEAR       |
| 45421 -                 | 2000 AL159             | 3 janvier 2000        | LINEAR       |
| 45422 -                 | 2000 AG162             | 4 janvier 2000        | LINEAR       |
| 45423 -                 | 2000 AR162             | 4 janvier 2000        | LINEAR       |
| 45424 -                 | 2000 AY164             | 7 janvier 2000        | LINEAR       |
| 45425 -                 | 2000 AY166             | 8 janvier 2000        | LINEAR       |
| 45426 -                 | 2000 AZ166             | 8 janvier 2000        | LINEAR       |
| 45427 -                 | 2000 AA167             | 8 janvier 2000        | LINEAR       |
| 45428 -                 | 2000 AN167             | 8 janvier 2000        | LINEAR       |
| 45429 -                 | 2000 AO169             | 7 janvier 2000        | LINEAR       |
| 45430 -                 | 2000 AW169             | 7 janvier 2000        | LINEAR       |
| 45431 -                 | 2000 AR170             | 7 janvier 2000        | LINEAR       |
| 45432 -                 | 2000 AQ172             | 7 janvier 2000        | LINEAR       |
| 45433 -                 | 2000 AA173             | 7 janvier 2000        | LINEAR       |
| 45434 -                 | 2000 AX173             | 7 janvier 2000        | LINEAR       |
| 45435 -                 | 2000 AF174             | 7 janvier 2000        | LINEAR       |
| 45436 -                 | 2000 AD176             | 7 janvier 2000        | LINEAR       |
| 45437 -                 | 2000 AF177             | 7 janvier 2000        | LINEAR       |
| 45438 -                 | 2000 AJ177             | 7 janvier 2000        | LINEAR       |
| 45439 -                 | 2000 AO177             | 7 janvier 2000        | LINEAR       |
| 45440 -                 | 2000 AQ177             | 7 janvier 2000        | LINEAR       |
| 45441 -                 | 2000 AX177             | 7 janvier 2000        | LINEAR       |
| 45442 -                 | 2000 AK179             | 7 janvier 2000        | LINEAR       |
| 45443 -                 | 2000 AR179             | 7 janvier 2000        | LINEAR       |
| 45444 -                 | 2000 AD180             | 7 janvier 2000        | LINEAR       |
| 45445 -                 | 2000 AR181             | 7 janvier 2000        | LINEAR       |
| 45446 -                 | 2000 AX186             | 8 janvier 2000        | LINEAR       |
| 45447 -                 | 2000 AH188             | 8 janvier 2000        | LINEAR       |
| 45448 -                 | 2000 AJ188             | 8 janvier 2000        | LINEAR       |
| 45449 -                 | 2000 AQ188             | 8 janvier 2000        | LINEAR       |
| 45450 -                 | 2000 AC191             | 8 janvier 2000        | LINEAR       |
| 45451 -                 | 2000 AJ191             | 8 janvier 2000        | LINEAR       |
| 45452 -                 | 2000 AZ191             | 8 janvier 2000        | LINEAR       |
| 45453 -                 | 2000 AB193             | 8 janvier 2000        | LINEAR       |
| 45454 -                 | 2000 AC193             | 8 janvier 2000        | LINEAR       |
| 45455 -                 | 2000 AB195             | 8 janvier 2000        | LINEAR       |
| 45456 -                 | 2000 AD195             | 8 janvier 2000        | LINEAR       |
| 45457 -                 | 2000 AL195             | 8 janvier 2000        | LINEAR       |
| 45458 -                 | 2000 AZ195             | 8 janvier 2000        | LINEAR       |
| 45459 -                 | 2000 AM196             | 8 janvier 2000        | LINEAR       |
| 45460 -                 | 2000 AS197             | 8 janvier 2000        | LINEAR       |
| 45461 -                 | 2000 AW197             | 8 janvier 2000        | LINEAR       |
| 45462 -                 | 2000 AZ197             | 8 janvier 2000        | LINEAR       |
| 45463 -                 | 2000 AL198             | 8 janvier 2000        | LINEAR       |
| 45464 -                 | 2000 AV198             | 8 janvier 2000        | LINEAR       |
| 45465 -                 | 2000 AN200             | 9 janvier 2000        | LINEAR       |
| 45466 -                 | 2000 AZ201             | 9 janvier 2000        | LINEAR       |
| 45467 -                 | 2000 AK203             | 10 janvier 2000       | LINEAR       |
| 45468 -                 | 2000 AL203             | 10 janvier 2000       | LINEAR       |
| 45469 -                 | 2000 AY203             | 10 janvier 2000       | LINEAR       |
| 45470 -                 | 2000 AZ203             | 10 janvier 2000       | LINEAR       |
| 45471 -                 | 2000 AG204             | 13 janvier 2000       | Kleť         |
| 45472 -                 | 2000 AJ208             | 4 janvier 2000        | Spacewatch   |
| 45473 -                 | 2000 AG212             | 5 janvier 2000        | Spacewatch   |
| 45474 -                 | 2000 AW215             | 7 janvier 2000        | Spacewatch   |
| 45475 -                 | 2000 AN216             | 8 janvier 2000        | Spacewatch   |
| 45476 -                 | 2000 AU226             | 9 janvier 2000        | Spacewatch   |
| 45477 -                 | 2000 AA227             | 9 janvier 2000        | Spacewatch   |
| 45478 -                 | 2000 AS230             | 3 janvier 2000        | Spacewatch   |
| 45479 -                 | 2000 AZ231             | 4 janvier 2000        | LINEAR       |
| 45480 -                 | 2000 AH233             | 4 janvier 2000        | Spacewatch   |
| 45481 -                 | 2000 AK233             | 4 janvier 2000        | LINEAR       |
| 45482 -                 | 2000 AU233             | 5 janvier 2000        | LINEAR       |
| 45483 -                 | 2000 AP235             | 5 janvier 2000        | LINEAR       |
| 45484 -                 | 2000 AV235             | 5 janvier 2000        | LINEAR       |
| 45485 -                 | 2000 AS236             | 5 janvier 2000        | LINEAR       |
| 45486 -                 | 2000 AF237             | 5 janvier 2000        | LINEAR       |
| 45487 -                 | 2000 AR237             | 5 janvier 2000        | LINEAR       |
| 45488 -                 | 2000 AD238             | 6 janvier 2000        | LINEAR       |
| 45489 -                 | 2000 AW239             | 6 janvier 2000        | LONEOS       |
| 45490 -                 | 2000 AV240             | 7 janvier 2000        | LONEOS       |
| 45491 -                 | 2000 AB241             | 7 janvier 2000        | LONEOS       |
| (45492) Sławomirbreiter | 2000 AD241             | 7 janvier 2000        | LONEOS       |
| 45493 -                 | 2000 AE241             | 7 janvier 2000        | LINEAR       |
| 45494 -                 | 2000 AT242             | 7 janvier 2000        | LINEAR       |
| 45495 -                 | 2000 AF243             | 7 janvier 2000        | LONEOS       |
| 45496 -                 | 2000 AO245             | 10 janvier 2000       | LINEAR       |
| 45497 -                 | 2000 AB248             | 2 janvier 2000        | LINEAR       |
| 45498 -                 | 2000 BH                | 23 janvier 2000       | Olathe       |
| 45499 -                 | 2000 BV2               | 16 janvier 2000       | K. Korlević  |
| (45500) Motegi          | 2000 BN3               | 27 janvier 2000       | T. Kobayashi |

## 45501-45600
| Nom                  | Désignation provisoire | Date de la découverte | Découvreur            |
| -------------------- | ---------------------- | --------------------- | --------------------- |
| 45501 -              | 2000 BQ3               | 27 janvier 2000       | T. Kobayashi          |
| 45502 -              | 2000 BZ8               | 29 janvier 2000       | LINEAR                |
| 45503 -              | 2000 BE15              | 31 janvier 2000       | T. Kobayashi          |
| 45504 -              | 2000 BX15              | 29 janvier 2000       | LINEAR                |
| 45505 -              | 2000 BE17              | 30 janvier 2000       | LINEAR                |
| 45506 -              | 2000 BN17              | 30 janvier 2000       | LINEAR                |
| 45507 -              | 2000 BM18              | 30 janvier 2000       | LINEAR                |
| 45508 -              | 2000 BN18              | 30 janvier 2000       | LINEAR                |
| (45509) Robertward   | 2000 BZ22              | 30 janvier 2000       | CSS                   |
| (45510) Kashuba      | 2000 BB23              | 30 janvier 2000       | CSS                   |
| (45511) Anneblack    | 2000 BC23              | 30 janvier 2000       | CSS                   |
| (45512) Holcomb      | 2000 BD23              | 30 janvier 2000       | CSS                   |
| 45513 -              | 2000 BR23              | 27 janvier 2000       | LINEAR                |
| 45514 -              | 2000 BV23              | 29 janvier 2000       | LINEAR                |
| 45515 -              | 2000 BF25              | 30 janvier 2000       | LINEAR                |
| 45516 -              | 2000 BE28              | 31 janvier 2000       | LINEAR                |
| (45517) Jett         | 2000 BE31              | 30 janvier 2000       | CSS                   |
| (45518) Larrykrozel  | 2000 BO33              | 30 janvier 2000       | CSS                   |
| (45519) Triebold     | 2000 BS33              | 30 janvier 2000       | CSS                   |
| 45520 -              | 2000 BS35              | 31 janvier 2000       | LINEAR                |
| 45521 -              | 2000 BP39              | 27 janvier 2000       | Spacewatch            |
| 45522 -              | 2000 BP47              | 31 janvier 2000       | LINEAR                |
| 45523 -              | 2000 BU47              | 27 janvier 2000       | Spacewatch            |
| 45524 -              | 2000 CL2               | 2 février 2000        | T. Kobayashi          |
| 45525 -              | 2000 CC4               | 2 février 2000        | LINEAR                |
| 45526 -              | 2000 CG4               | 2 février 2000        | LINEAR                |
| 45527 -              | 2000 CN5               | 2 février 2000        | LINEAR                |
| 45528 -              | 2000 CF9               | 2 février 2000        | LINEAR                |
| 45529 -              | 2000 CJ11              | 2 février 2000        | LINEAR                |
| 45530 -              | 2000 CP12              | 2 février 2000        | LINEAR                |
| 45531 -              | 2000 CM14              | 2 février 2000        | LINEAR                |
| 45532 -              | 2000 CE21              | 2 février 2000        | LINEAR                |
| 45533 -              | 2000 CH23              | 2 février 2000        | LINEAR                |
| 45534 -              | 2000 CD25              | 2 février 2000        | LINEAR                |
| 45535 -              | 2000 CK25              | 2 février 2000        | LINEAR                |
| 45536 -              | 2000 CK27              | 2 février 2000        | LINEAR                |
| 45537 -              | 2000 CG28              | 2 février 2000        | LINEAR                |
| 45538 -              | 2000 CG29              | 2 février 2000        | LINEAR                |
| 45539 -              | 2000 CM32              | 2 février 2000        | LINEAR                |
| 45540 -              | 2000 CY33              | 4 février 2000        | K. Korlević           |
| 45541 -              | 2000 CW35              | 2 février 2000        | LINEAR                |
| 45542 -              | 2000 CE36              | 2 février 2000        | LINEAR                |
| 45543 -              | 2000 CQ36              | 2 février 2000        | LINEAR                |
| 45544 -              | 2000 CS36              | 2 février 2000        | LINEAR                |
| 45545 -              | 2000 CA38              | 3 février 2000        | LINEAR                |
| 45546 -              | 2000 CE41              | 6 février 2000        | P. G. Comba           |
| 45547 -              | 2000 CB43              | 2 février 2000        | LINEAR                |
| 45548 -              | 2000 CF43              | 2 février 2000        | LINEAR                |
| 45549 -              | 2000 CY44              | 2 février 2000        | LINEAR                |
| 45550 -              | 2000 CX46              | 2 février 2000        | LINEAR                |
| 45551 -              | 2000 CF47              | 2 février 2000        | LINEAR                |
| 45552 -              | 2000 CQ47              | 2 février 2000        | LINEAR                |
| 45553 -              | 2000 CO48              | 2 février 2000        | LINEAR                |
| 45554 -              | 2000 CX48              | 2 février 2000        | LINEAR                |
| 45555 -              | 2000 CF50              | 2 février 2000        | LINEAR                |
| 45556 -              | 2000 CM51              | 2 février 2000        | LINEAR                |
| 45557 -              | 2000 CV51              | 2 février 2000        | LINEAR                |
| 45558 -              | 2000 CR52              | 2 février 2000        | LINEAR                |
| 45559 -              | 2000 CB53              | 2 février 2000        | LINEAR                |
| 45560 -              | 2000 CW53              | 2 février 2000        | LINEAR                |
| 45561 -              | 2000 CA56              | 4 février 2000        | LINEAR                |
| 45562 -              | 2000 CD56              | 4 février 2000        | LINEAR                |
| 45563 -              | 2000 CS56              | 4 février 2000        | LINEAR                |
| 45564 -              | 2000 CV56              | 4 février 2000        | LINEAR                |
| 45565 -              | 2000 CD57              | 5 février 2000        | LINEAR                |
| 45566 -              | 2000 CK58              | 5 février 2000        | LINEAR                |
| 45567 -              | 2000 CQ60              | 2 février 2000        | LINEAR                |
| 45568 -              | 2000 CL62              | 2 février 2000        | LINEAR                |
| 45569 -              | 2000 CK63              | 2 février 2000        | LINEAR                |
| 45570 -              | 2000 CQ63              | 2 février 2000        | LINEAR                |
| 45571 -              | 2000 CZ64              | 3 février 2000        | LINEAR                |
| 45572 -              | 2000 CR71              | 7 février 2000        | LINEAR                |
| 45573 -              | 2000 CZ72              | 2 février 2000        | LINEAR                |
| 45574 -              | 2000 CE73              | 7 février 2000        | Spacewatch            |
| 45575 -              | 2000 CC75              | 8 février 2000        | LINEAR                |
| 45576 -              | 2000 CD75              | 10 février 2000       | H. Mikuž              |
| 45577 -              | 2000 CT76              | 10 février 2000       | K. Korlević           |
| 45578 -              | 2000 CL77              | 8 février 2000        | P. G. Comba           |
| 45579 -              | 2000 CE80              | 8 février 2000        | Spacewatch            |
| (45580) Renéracine   | 2000 CB81              | 10 février 2000       | D. Bergeron           |
| 45581 -              | 2000 CN82              | 4 février 2000        | LINEAR                |
| 45582 -              | 2000 CH83              | 4 février 2000        | LINEAR                |
| 45583 -              | 2000 CK87              | 4 février 2000        | LINEAR                |
| 45584 -              | 2000 CY88              | 4 février 2000        | LINEAR                |
| 45585 -              | 2000 CA89              | 4 février 2000        | LINEAR                |
| 45586 -              | 2000 CC91              | 6 février 2000        | LINEAR                |
| 45587 -              | 2000 CT91              | 6 février 2000        | LINEAR                |
| 45588 -              | 2000 CP92              | 6 février 2000        | LINEAR                |
| 45589 -              | 2000 CM97              | 13 février 2000       | K. Korlević           |
| 45590 -              | 2000 CU101             | 14 février 2000       | Črni Vrh              |
| 45591 -              | 2000 CQ103             | 8 février 2000        | LINEAR                |
| 45592 -              | 2000 CS103             | 8 février 2000        | LINEAR                |
| 45593 -              | 2000 CT103             | 8 février 2000        | LINEAR                |
| (45594) Wendyrichard | 2000 CJ111             | 6 février 2000        | CSS                   |
| (45595) Inman        | 2000 CK111             | 6 février 2000        | CSS                   |
| (45596) Molliesugden | 2000 CF112             | 7 février 2000        | CSS                   |
| 45597 -              | 2000 CK120             | 2 février 2000        | LINEAR                |
| 45598 -              | 2000 CN120             | 3 février 2000        | LINEAR                |
| 45599 -              | 2000 DJ3               | 27 février 2000       | K. Korlević, M. Jurić |
| 45600 -              | 2000 DD4               | 28 février 2000       | LINEAR                |

## 45601-45700
| Nom                    | Désignation provisoire | Date de la découverte | Découvreur  |
| ---------------------- | ---------------------- | --------------------- | ----------- |
| 45601 -                | 2000 DE5               | 28 février 2000       | LINEAR      |
| 45602 -                | 2000 DX17              | 28 février 2000       | Črni Vrh    |
| 45603 -                | 2000 DC18              | 28 février 2000       | LINEAR      |
| 45604 -                | 2000 DH24              | 29 février 2000       | LINEAR      |
| 45605 -                | 2000 DM28              | 29 février 2000       | LINEAR      |
| 45606 -                | 2000 DE32              | 29 février 2000       | LINEAR      |
| 45607 -                | 2000 DG36              | 29 février 2000       | LINEAR      |
| 45608 -                | 2000 DZ41              | 29 février 2000       | LINEAR      |
| 45609 -                | 2000 DN46              | 29 février 2000       | LINEAR      |
| 45610 -                | 2000 DJ48              | 29 février 2000       | LINEAR      |
| 45611 -                | 2000 DV54              | 29 février 2000       | LINEAR      |
| 45612 -                | 2000 DB59              | 29 février 2000       | LINEAR      |
| 45613 -                | 2000 DJ59              | 29 février 2000       | LINEAR      |
| 45614 -                | 2000 DA63              | 29 février 2000       | LINEAR      |
| 45615 -                | 2000 DG63              | 29 février 2000       | LINEAR      |
| 45616 -                | 2000 DN66              | 29 février 2000       | LINEAR      |
| 45617 -                | 2000 DY71              | 29 février 2000       | LINEAR      |
| 45618 -                | 2000 DO72              | 29 février 2000       | LINEAR      |
| 45619 -                | 2000 DS78              | 29 février 2000       | LINEAR      |
| 45620 -                | 2000 DY80              | 28 février 2000       | LINEAR      |
| 45621 -                | 2000 DL87              | 29 février 2000       | LINEAR      |
| 45622 -                | 2000 DN87              | 29 février 2000       | LINEAR      |
| 45623 -                | 2000 DT93              | 28 février 2000       | LINEAR      |
| 45624 -                | 2000 DY93              | 28 février 2000       | LINEAR      |
| 45625 -                | 2000 DE95              | 28 février 2000       | LINEAR      |
| 45626 -                | 2000 DF95              | 28 février 2000       | LINEAR      |
| 45627 -                | 2000 DY97              | 29 février 2000       | LINEAR      |
| 45628 -                | 2000 DD99              | 29 février 2000       | LINEAR      |
| 45629 -                | 2000 DT99              | 29 février 2000       | LINEAR      |
| 45630 -                | 2000 DO101             | 29 février 2000       | LINEAR      |
| 45631 -                | 2000 DY105             | 29 février 2000       | LINEAR      |
| 45632 -                | 2000 DS106             | 29 février 2000       | LINEAR      |
| 45633 -                | 2000 EY1               | 3 mars 2000           | LINEAR      |
| 45634 -                | 2000 EH11              | 4 mars 2000           | LINEAR      |
| 45635 -                | 2000 EY11              | 4 mars 2000           | LINEAR      |
| 45636 -                | 2000 EG12              | 4 mars 2000           | LINEAR      |
| 45637 -                | 2000 EW12              | 4 mars 2000           | LINEAR      |
| 45638 -                | 2000 EK20              | 3 mars 2000           | CSS         |
| 45639 -                | 2000 EP20              | 3 mars 2000           | CSS         |
| (45640) Mikepuzio      | 2000 ED21              | 3 mars 2000           | CSS         |
| (45641) Larrypuzio     | 2000 EK21              | 3 mars 2000           | CSS         |
| 45642 -                | 2000 EU34              | 5 mars 2000           | LINEAR      |
| 45643 -                | 2000 EG37              | 8 mars 2000           | LINEAR      |
| 45644 -                | 2000 EU37              | 8 mars 2000           | LINEAR      |
| 45645 -                | 2000 EY41              | 8 mars 2000           | LINEAR      |
| 45646 -                | 2000 EE45              | 9 mars 2000           | LINEAR      |
| 45647 -                | 2000 EF46              | 9 mars 2000           | LINEAR      |
| 45648 -                | 2000 ED47              | 9 mars 2000           | LINEAR      |
| 45649 -                | 2000 EN49              | 9 mars 2000           | LINEAR      |
| 45650 -                | 2000 EV49              | 6 mars 2000           | K. Korlević |
| 45651 -                | 2000 EK60              | 10 mars 2000          | LINEAR      |
| 45652 -                | 2000 EK61              | 10 mars 2000          | LINEAR      |
| 45653 -                | 2000 EL62              | 10 mars 2000          | LINEAR      |
| 45654 -                | 2000 EV71              | 10 mars 2000          | Spacewatch  |
| 45655 -                | 2000 EW71              | 10 mars 2000          | Spacewatch  |
| 45656 -                | 2000 EN74              | 10 mars 2000          | Spacewatch  |
| 45657 -                | 2000 EK76              | 5 mars 2000           | LINEAR      |
| 45658 -                | 2000 EA80              | 5 mars 2000           | LINEAR      |
| 45659 -                | 2000 EL84              | 6 mars 2000           | LINEAR      |
| 45660 -                | 2000 EU84              | 8 mars 2000           | LINEAR      |
| 45661 -                | 2000 EX84              | 8 mars 2000           | LINEAR      |
| 45662 -                | 2000 EY84              | 8 mars 2000           | LINEAR      |
| 45663 -                | 2000 EF85              | 8 mars 2000           | LINEAR      |
| 45664 -                | 2000 EC88              | 9 mars 2000           | LINEAR      |
| 45665 -                | 2000 EM88              | 9 mars 2000           | LINEAR      |
| 45666 -                | 2000 EX91              | 9 mars 2000           | LINEAR      |
| 45667 -                | 2000 EG93              | 9 mars 2000           | LINEAR      |
| 45668 -                | 2000 EU94              | 9 mars 2000           | LINEAR      |
| 45669 -                | 2000 ET96              | 10 mars 2000          | LINEAR      |
| 45670 -                | 2000 EK103             | 12 mars 2000          | LINEAR      |
| 45671 -                | 2000 EA104             | 14 mars 2000          | LINEAR      |
| 45672 -                | 2000 EE109             | 8 mars 2000           | NEAT        |
| 45673 -                | 2000 ES111             | 9 mars 2000           | Spacewatch  |
| 45674 -                | 2000 EY111             | 9 mars 2000           | LINEAR      |
| 45675 -                | 2000 EG112             | 9 mars 2000           | LINEAR      |
| 45676 -                | 2000 EG117             | 10 mars 2000          | NEAT        |
| 45677 -                | 2000 EJ120             | 11 mars 2000          | LONEOS      |
| 45678 -                | 2000 EQ127             | 11 mars 2000          | LONEOS      |
| 45679 -                | 2000 EZ127             | 11 mars 2000          | LONEOS      |
| 45680 -                | 2000 EF130             | 11 mars 2000          | LONEOS      |
| 45681 -                | 2000 ET131             | 11 mars 2000          | LONEOS      |
| 45682 -                | 2000 EX131             | 11 mars 2000          | LONEOS      |
| 45683 -                | 2000 EO135             | 11 mars 2000          | LONEOS      |
| 45684 -                | 2000 EE137             | 13 mars 2000          | LINEAR      |
| (45685) Torrycoppin    | 2000 EA139             | 11 mars 2000          | CSS         |
| 45686 -                | 2000 EM139             | 11 mars 2000          | LONEOS      |
| (45687) Pranverahyseni | 2000 EK140             | 1er mars 2000         | CSS         |
| (45688) Lawrencestacey | 2000 EV142             | 3 mars 2000           | CSS         |
| (45689) Brianjones     | 2000 EC144             | 3 mars 2000           | CSS         |
| (45690) Janiradebaugh  | 2000 EL146             | 4 mars 2000           | CSS         |
| 45691 -                | 2000 EF148             | 4 mars 2000           | CSS         |
| (45692) Poshyachinda   | 2000 EJ148             | 4 mars 2000           | CSS         |
| 45693 -                | 2000 EB150             | 5 mars 2000           | LINEAR      |
| 45694 -                | 2000 EC150             | 5 mars 2000           | NEAT        |
| 45695 -                | 2000 ET150             | 5 mars 2000           | NEAT        |
| 45696 -                | 2000 EM167             | 4 mars 2000           | LINEAR      |
| 45697 -                | 2000 EP174             | 5 mars 2000           | LINEAR      |
| 45698 -                | 2000 EG197             | 4 mars 2000           | LINEAR      |
| (45699) Maryalba       | 2000 EO199             | 1er mars 2000         | CSS         |
| (45700) Levi-Setti     | 2000 EP204             | 3 mars 2000           | CSS         |

## 45701-45800
| Nom              | Désignation provisoire | Date de la découverte | Découvreur   |
| ---------------- | ---------------------- | --------------------- | ------------ |
| 45701 -          | 2000 FE11              | 28 mars 2000          | LINEAR       |
| 45702 -          | 2000 FJ15              | 29 mars 2000          | LINEAR       |
| 45703 -          | 2000 FH19              | 29 mars 2000          | LINEAR       |
| 45704 -          | 2000 FZ19              | 29 mars 2000          | LINEAR       |
| 45705 -          | 2000 FD31              | 28 mars 2000          | LINEAR       |
| 45706 -          | 2000 FT31              | 29 mars 2000          | LINEAR       |
| 45707 -          | 2000 FZ31              | 29 mars 2000          | LINEAR       |
| 45708 -          | 2000 FD35              | 29 mars 2000          | LINEAR       |
| 45709 -          | 2000 FR36              | 29 mars 2000          | LINEAR       |
| 45710 -          | 2000 FD40              | 29 mars 2000          | LINEAR       |
| 45711 -          | 2000 FD43              | 28 mars 2000          | LINEAR       |
| 45712 -          | 2000 FR44              | 29 mars 2000          | LINEAR       |
| 45713 -          | 2000 FK51              | 29 mars 2000          | Spacewatch   |
| 45714 -          | 2000 FV58              | 26 mars 2000          | LONEOS       |
| 45715 -          | 2000 FR66              | 25 mars 2000          | Spacewatch   |
| 45716 -          | 2000 GK8               | 5 avril 2000          | LINEAR       |
| 45717 -          | 2000 GZ11              | 5 avril 2000          | LINEAR       |
| 45718 -          | 2000 GO21              | 5 avril 2000          | LINEAR       |
| 45719 -          | 2000 GR26              | 5 avril 2000          | LINEAR       |
| 45720 -          | 2000 GZ33              | 5 avril 2000          | LINEAR       |
| 45721 -          | 2000 GZ42              | 5 avril 2000          | LINEAR       |
| 45722 -          | 2000 GA56              | 5 avril 2000          | LINEAR       |
| 45723 -          | 2000 GN58              | 5 avril 2000          | LINEAR       |
| 45724 -          | 2000 GJ68              | 5 avril 2000          | LINEAR       |
| 45725 -          | 2000 GJ77              | 5 avril 2000          | LINEAR       |
| 45726 -          | 2000 GL83              | 3 avril 2000          | LINEAR       |
| 45727 -          | 2000 GQ83              | 3 avril 2000          | LINEAR       |
| 45728 -          | 2000 GC86              | 4 avril 2000          | LINEAR       |
| 45729 -          | 2000 GB89              | 4 avril 2000          | LINEAR       |
| 45730 -          | 2000 GS106             | 7 avril 2000          | LINEAR       |
| 45731 -          | 2000 GM124             | 7 avril 2000          | LINEAR       |
| 45732 -          | 2000 GL136             | 12 avril 2000         | LINEAR       |
| 45733 -          | 2000 GV139             | 4 avril 2000          | LONEOS       |
| 45734 -          | 2000 GN140             | 4 avril 2000          | LONEOS       |
| 45735 -          | 2000 GC159             | 7 avril 2000          | LINEAR       |
| 45736 -          | 2000 GA170             | 4 avril 2000          | LONEOS       |
| (45737) Benita   | 2000 HB                | 22 avril 2000         | B. A. Segal  |
| 45738 -          | 2000 HY19              | 27 avril 2000         | Spacewatch   |
| 45739 -          | 2000 HR25              | 24 avril 2000         | LONEOS       |
| 45740 -          | 2000 HG27              | 27 avril 2000         | LINEAR       |
| 45741 -          | 2000 HT33              | 24 avril 2000         | LONEOS       |
| 45742 -          | 2000 HJ44              | 26 avril 2000         | LONEOS       |
| 45743 -          | 2000 HR53              | 29 avril 2000         | LINEAR       |
| 45744 -          | 2000 HU57              | 24 avril 2000         | LONEOS       |
| 45745 -          | 2000 HU84              | 30 avril 2000         | NEAT         |
| 45746 -          | 2000 JW14              | 6 mai 2000            | LINEAR       |
| 45747 -          | 2000 JR38              | 7 mai 2000            | LINEAR       |
| 45748 -          | 2000 JD62              | 7 mai 2000            | LINEAR       |
| 45749 -          | 2000 JR64              | 4 mai 2000            | LONEOS       |
| 45750 -          | 2000 JC65              | 5 mai 2000            | LINEAR       |
| 45751 -          | 2000 JH66              | 6 mai 2000            | LINEAR       |
| (45752) Venditti | 2000 JY70              | 1er mai 2000          | LONEOS       |
| 45753 -          | 2000 JL72              | 1er mai 2000          | Spacewatch   |
| 45754 -          | 2000 KC14              | 28 mai 2000           | LINEAR       |
| 45755 -          | 2000 KL18              | 28 mai 2000           | LINEAR       |
| 45756 -          | 2000 KV26              | 28 mai 2000           | LINEAR       |
| 45757 -          | 2000 KH29              | 28 mai 2000           | LINEAR       |
| 45758 -          | 2000 KN29              | 28 mai 2000           | LINEAR       |
| 45759 -          | 2000 KQ41              | 27 mai 2000           | LINEAR       |
| 45760 -          | 2000 KY43              | 30 mai 2000           | P. Kušnirák  |
| 45761 -          | 2000 KF45              | 30 mai 2000           | Spacewatch   |
| 45762 -          | 2000 KK76              | 27 mai 2000           | LINEAR       |
| 45763 -          | 2000 KB77              | 27 mai 2000           | LINEAR       |
| 45764 -          | 2000 LV                | 2 juin 2000           | J. Broughton |
| 45765 -          | 2000 LJ3               | 4 juin 2000           | LINEAR       |
| 45766 -          | 2000 LX5               | 6 juin 2000           | J. Broughton |
| 45767 -          | 2000 LU17              | 8 juin 2000           | LINEAR       |
| 45768 -          | 2000 LF28              | 6 juin 2000           | LONEOS       |
| 45769 -          | 2000 LP36              | 1er juin 2000         | NEAT         |
| 45770 -          | 2000 NM2               | 5 juillet 2000        | P. G. Comba  |
| 45771 -          | 2000 NE5               | 7 juillet 2000        | LINEAR       |
| 45772 -          | 2000 NR16              | 5 juillet 2000        | LONEOS       |
| 45773 -          | 2000 NL22              | 7 juillet 2000        | LONEOS       |
| 45774 -          | 2000 NH24              | 4 juillet 2000        | LONEOS       |
| 45775 -          | 2000 NP27              | 4 juillet 2000        | LONEOS       |
| 45776 -          | 2000 NZ28              | 2 juillet 2000        | Spacewatch   |
| 45777 -          | 2000 OZ4               | 24 juillet 2000       | LINEAR       |
| 45778 -          | 2000 OG5               | 24 juillet 2000       | LINEAR       |
| 45779 -          | 2000 OR6               | 29 juillet 2000       | LINEAR       |
| 45780 -          | 2000 OA12              | 23 juillet 2000       | LINEAR       |
| 45781 -          | 2000 OD12              | 23 juillet 2000       | LINEAR       |
| 45782 -          | 2000 OE14              | 23 juillet 2000       | LINEAR       |
| 45783 -          | 2000 OV16              | 23 juillet 2000       | LINEAR       |
| 45784 -          | 2000 OZ17              | 23 juillet 2000       | LINEAR       |
| 45785 -          | 2000 OT19              | 30 juillet 2000       | LINEAR       |
| 45786 -          | 2000 OE20              | 30 juillet 2000       | LINEAR       |
| 45787 -          | 2000 OJ24              | 23 juillet 2000       | LINEAR       |
| 45788 -          | 2000 OH25              | 23 juillet 2000       | LINEAR       |
| 45789 -          | 2000 OZ26              | 23 juillet 2000       | LINEAR       |
| 45790 -          | 2000 ON42              | 30 juillet 2000       | LINEAR       |
| 45791 -          | 2000 OD45              | 30 juillet 2000       | LINEAR       |
| 45792 -          | 2000 OF45              | 30 juillet 2000       | LINEAR       |
| 45793 -          | 2000 OL48              | 31 juillet 2000       | LINEAR       |
| 45794 -          | 2000 OM48              | 31 juillet 2000       | LINEAR       |
| 45795 -          | 2000 OY49              | 31 juillet 2000       | LINEAR       |
| 45796 -          | 2000 OG54              | 29 juillet 2000       | LONEOS       |
| 45797 -          | 2000 PK1               | 1er août 2000         | LINEAR       |
| 45798 -          | 2000 PH16              | 1er août 2000         | LINEAR       |
| 45799 -          | 2000 PZ18              | 1er août 2000         | LINEAR       |
| 45800 -          | 2000 PB22              | 1er août 2000         | LINEAR       |

## 45801-45900
| Nom                     | Désignation provisoire | Date de la découverte | Découvreur     |
| ----------------------- | ---------------------- | --------------------- | -------------- |
| 45801 -                 | 2000 PF28              | 4 août 2000           | NEAT           |
| (45802) 2000 PV29       | 2000 PV29              | 5 août 2000           | M. J. Holman   |
| 45803 -                 | 2000 QH1               | 23 août 2000          | J. Broughton   |
| 45804 -                 | 2000 QP2               | 24 août 2000          | LINEAR         |
| 45805 -                 | 2000 QU18              | 24 août 2000          | LINEAR         |
| 45806 -                 | 2000 QN20              | 24 août 2000          | LINEAR         |
| 45807 -                 | 2000 QY20              | 24 août 2000          | LINEAR         |
| 45808 -                 | 2000 QG24              | 25 août 2000          | LINEAR         |
| 45809 -                 | 2000 QH28              | 24 août 2000          | LINEAR         |
| 45810 -                 | 2000 QP32              | 26 août 2000          | LINEAR         |
| 45811 -                 | 2000 QN38              | 24 août 2000          | LINEAR         |
| 45812 -                 | 2000 QV39              | 24 août 2000          | LINEAR         |
| 45813 -                 | 2000 QA45              | 24 août 2000          | LINEAR         |
| 45814 -                 | 2000 QJ61              | 28 août 2000          | LINEAR         |
| 45815 -                 | 2000 QF67              | 28 août 2000          | LINEAR         |
| 45816 -                 | 2000 QO72              | 24 août 2000          | LINEAR         |
| 45817 -                 | 2000 QM78              | 24 août 2000          | LINEAR         |
| 45818 -                 | 2000 QG79              | 24 août 2000          | LINEAR         |
| 45819 -                 | 2000 QL101             | 28 août 2000          | LINEAR         |
| 45820 -                 | 2000 QQ102             | 28 août 2000          | LINEAR         |
| 45821 -                 | 2000 QS114             | 24 août 2000          | LINEAR         |
| 45822 -                 | 2000 QQ116             | 28 août 2000          | LINEAR         |
| 45823 -                 | 2000 QC120             | 25 août 2000          | LINEAR         |
| 45824 -                 | 2000 QB122             | 25 août 2000          | LINEAR         |
| 45825 -                 | 2000 QW123             | 25 août 2000          | LINEAR         |
| 45826 -                 | 2000 QX128             | 25 août 2000          | LINEAR         |
| 45827 -                 | 2000 QV149             | 25 août 2000          | LINEAR         |
| 45828 -                 | 2000 QK157             | 31 août 2000          | LINEAR         |
| 45829 -                 | 2000 QR166             | 31 août 2000          | LINEAR         |
| 45830 -                 | 2000 QW181             | 31 août 2000          | LINEAR         |
| 45831 -                 | 2000 QW184             | 26 août 2000          | LINEAR         |
| 45832 -                 | 2000 QK186             | 26 août 2000          | LINEAR         |
| 45833 -                 | 2000 QX188             | 26 août 2000          | LINEAR         |
| 45834 -                 | 2000 QU229             | 31 août 2000          | LINEAR         |
| 45835 -                 | 2000 RZ                | 1er septembre 2000    | LINEAR         |
| 45836 -                 | 2000 RT21              | 1er septembre 2000    | LINEAR         |
| 45837 -                 | 2000 RD27              | 1er septembre 2000    | LINEAR         |
| 45838 -                 | 2000 RV30              | 1er septembre 2000    | LINEAR         |
| 45839 -                 | 2000 RQ37              | 3 septembre 2000      | LINEAR         |
| 45840 -                 | 2000 RU44              | 3 septembre 2000      | LINEAR         |
| 45841 -                 | 2000 RX55              | 5 septembre 2000      | LINEAR         |
| 45842 -                 | 2000 RC66              | 1er septembre 2000    | LINEAR         |
| 45843 -                 | 2000 RL73              | 2 septembre 2000      | LINEAR         |
| 45844 -                 | 2000 RN74              | 3 septembre 2000      | LINEAR         |
| 45845 -                 | 2000 RM75              | 3 septembre 2000      | LINEAR         |
| (45846) Avdellidou      | 2000 RA96              | 4 septembre 2000      | LONEOS         |
| (45847) Gartrelle       | 2000 RC96              | 4 septembre 2000      | LONEOS         |
| 45848 -                 | 2000 SY11              | 20 septembre 2000     | LINEAR         |
| 45849 -                 | 2000 SG98              | 23 septembre 2000     | LINEAR         |
| 45850 -                 | 2000 SH209             | 25 septembre 2000     | LINEAR         |
| 45851 -                 | 2000 SH239             | 27 septembre 2000     | LINEAR         |
| 45852 -                 | 2000 SG259             | 24 septembre 2000     | LINEAR         |
| 45853 -                 | 2000 SN263             | 26 septembre 2000     | LINEAR         |
| 45854 -                 | 2000 SR285             | 23 septembre 2000     | LINEAR         |
| (45855) Susumuyoshitomi | 2000 TA2               | 3 octobre 2000        | BATTeRS        |
| 45856 -                 | 2000 TO38              | 1er octobre 2000      | LINEAR         |
| 45857 -                 | 2000 TH61              | 2 octobre 2000        | LONEOS         |
| 45858 -                 | 2000 UP7               | 24 octobre 2000       | LINEAR         |
| 45859 -                 | 2000 UG13              | 25 octobre 2000       | LINEAR         |
| 45860 -                 | 2000 UG27              | 24 octobre 2000       | LINEAR         |
| 45861 -                 | 2000 UZ37              | 24 octobre 2000       | LINEAR         |
| 45862 -                 | 2000 UQ51              | 24 octobre 2000       | LINEAR         |
| 45863 -                 | 2000 UQ81              | 24 octobre 2000       | LINEAR         |
| 45864 -                 | 2000 UO97              | 25 octobre 2000       | LINEAR         |
| 45865 -                 | 2000 UT97              | 25 octobre 2000       | LINEAR         |
| 45866 -                 | 2000 UX109             | 31 octobre 2000       | LINEAR         |
| 45867 -                 | 2000 VS17              | 1er novembre 2000     | LINEAR         |
| 45868 -                 | 2000 VB20              | 1er novembre 2000     | LINEAR         |
| 45869 -                 | 2000 VG34              | 1er novembre 2000     | LINEAR         |
| 45870 -                 | 2000 VW37              | 1er novembre 2000     | LINEAR         |
| 45871 -                 | 2000 VD38              | 1er novembre 2000     | LINEAR         |
| 45872 -                 | 2000 VR49              | 2 novembre 2000       | LINEAR         |
| 45873 -                 | 2000 VK61              | 9 novembre 2000       | LINEAR         |
| 45874 -                 | 2000 WM3               | 17 novembre 2000      | LINEAR         |
| 45875 -                 | 2000 WJ19              | 25 novembre 2000      | C. W. Juels    |
| 45876 -                 | 2000 WD27              | 26 novembre 2000      | W. K. Y. Yeung |
| 45877 -                 | 2000 WR29              | 21 novembre 2000      | LINEAR         |
| (45878) Sadaoaoki       | 2000 WX29              | 23 novembre 2000      | BATTeRS        |
| 45879 -                 | 2000 WR33              | 20 novembre 2000      | LINEAR         |
| 45880 -                 | 2000 WG49              | 21 novembre 2000      | LINEAR         |
| 45881 -                 | 2000 WD55              | 20 novembre 2000      | LINEAR         |
| 45882 -                 | 2000 WX61              | 21 novembre 2000      | LINEAR         |
| 45883 -                 | 2000 WL87              | 20 novembre 2000      | LINEAR         |
| 45884 -                 | 2000 WB93              | 21 novembre 2000      | LINEAR         |
| 45885 -                 | 2000 WX95              | 21 novembre 2000      | LINEAR         |
| 45886 -                 | 2000 WL115             | 20 novembre 2000      | LINEAR         |
| 45887 -                 | 2000 WS117             | 20 novembre 2000      | LINEAR         |
| 45888 -                 | 2000 WL130             | 20 novembre 2000      | Spacewatch     |
| 45889 -                 | 2000 WU130             | 20 novembre 2000      | LONEOS         |
| 45890 -                 | 2000 WS169             | 26 novembre 2000      | W. K. Y. Yeung |
| 45891 -                 | 2000 WG178             | 28 novembre 2000      | Spacewatch     |
| 45892 -                 | 2000 WR179             | 26 novembre 2000      | LINEAR         |
| 45893 -                 | 2000 XL7               | 1er décembre 2000     | LINEAR         |
| 45894 -                 | 2000 XW15              | 1er décembre 2000     | LINEAR         |
| 45895 -                 | 2000 XV25              | 4 décembre 2000       | LINEAR         |
| 45896 -                 | 2000 XT27              | 4 décembre 2000       | LINEAR         |
| 45897 -                 | 2000 XB28              | 4 décembre 2000       | LINEAR         |
| 45898 -                 | 2000 XQ49              | 4 décembre 2000       | LINEAR         |
| 45899 -                 | 2000 XS49              | 4 décembre 2000       | LINEAR         |
| 45900 -                 | 2000 YG10              | 20 décembre 2000      | LINEAR         |

## 45901-46000
| Nom     | Désignation provisoire | Date de la découverte | Découvreur     |
| ------- | ---------------------- | --------------------- | -------------- |
| 45901 - | 2000 YH16              | 23 décembre 2000      | W. K. Y. Yeung |
| 45902 - | 2000 YJ18              | 20 décembre 2000      | LINEAR         |
| 45903 - | 2000 YL18              | 20 décembre 2000      | LINEAR         |
| 45904 - | 2000 YV29              | 27 décembre 2000      | T. Kobayashi   |
| 45905 - | 2000 YF34              | 28 décembre 2000      | LINEAR         |
| 45906 - | 2000 YW34              | 28 décembre 2000      | LINEAR         |
| 45907 - | 2000 YC35              | 28 décembre 2000      | LINEAR         |
| 45908 - | 2000 YE51              | 30 décembre 2000      | LINEAR         |
| 45909 - | 2000 YE53              | 30 décembre 2000      | LINEAR         |
| 45910 - | 2000 YN57              | 30 décembre 2000      | LINEAR         |
| 45911 - | 2000 YX63              | 30 décembre 2000      | LINEAR         |
| 45912 - | 2000 YZ64              | 30 décembre 2000      | Spacewatch     |
| 45913 - | 2000 YV67              | 28 décembre 2000      | LINEAR         |
| 45914 - | 2000 YE68              | 28 décembre 2000      | LINEAR         |
| 45915 - | 2000 YN68              | 28 décembre 2000      | LINEAR         |
| 45916 - | 2000 YU68              | 28 décembre 2000      | LINEAR         |
| 45917 - | 2000 YE91              | 30 décembre 2000      | LINEAR         |
| 45918 - | 2000 YT96              | 30 décembre 2000      | LINEAR         |
| 45919 - | 2000 YZ103             | 28 décembre 2000      | LINEAR         |
| 45920 - | 2000 YP104             | 28 décembre 2000      | LINEAR         |
| 45921 - | 2000 YU104             | 28 décembre 2000      | LINEAR         |
| 45922 - | 2000 YN105             | 28 décembre 2000      | LINEAR         |
| 45923 - | 2000 YV107             | 30 décembre 2000      | LINEAR         |
| 45924 - | 2000 YZ108             | 30 décembre 2000      | LINEAR         |
| 45925 - | 2000 YK111             | 30 décembre 2000      | LINEAR         |
| 45926 - | 2000 YT112             | 30 décembre 2000      | LINEAR         |
| 45927 - | 2000 YR113             | 30 décembre 2000      | LINEAR         |
| 45928 - | 2000 YB116             | 30 décembre 2000      | LINEAR         |
| 45929 - | 2000 YP116             | 30 décembre 2000      | LINEAR         |
| 45930 - | 2000 YQ117             | 30 décembre 2000      | LINEAR         |
| 45931 - | 2000 YF121             | 21 décembre 2000      | LINEAR         |
| 45932 - | 2000 YT121             | 22 décembre 2000      | NEAT           |
| 45933 - | 2000 YU128             | 29 décembre 2000      | NEAT           |
| 45934 - | 2000 YK129             | 29 décembre 2000      | Spacewatch     |
| 45935 - | 2000 YU132             | 30 décembre 2000      | LONEOS         |
| 45936 - | 2000 YB133             | 30 décembre 2000      | LONEOS         |
| 45937 - | 2000 YD133             | 30 décembre 2000      | LONEOS         |
| 45938 - | 2001 AV4               | 2 janvier 2001        | LINEAR         |
| 45939 - | 2001 AE7               | 2 janvier 2001        | LINEAR         |
| 45940 - | 2001 AZ10              | 2 janvier 2001        | LINEAR         |
| 45941 - | 2001 AM13              | 2 janvier 2001        | LINEAR         |
| 45942 - | 2001 AX13              | 2 janvier 2001        | LINEAR         |
| 45943 - | 2001 AU16              | 2 janvier 2001        | LINEAR         |
| 45944 - | 2001 AW16              | 2 janvier 2001        | LINEAR         |
| 45945 - | 2001 AM17              | 2 janvier 2001        | LINEAR         |
| 45946 - | 2001 AU17              | 2 janvier 2001        | LINEAR         |
| 45947 - | 2001 AY17              | 2 janvier 2001        | LINEAR         |
| 45948 - | 2001 AP18              | 2 janvier 2001        | LINEAR         |
| 45949 - | 2001 AS23              | 3 janvier 2001        | LINEAR         |
| 45950 - | 2001 AL25              | 4 janvier 2001        | LINEAR         |
| 45951 - | 2001 AE29              | 4 janvier 2001        | LINEAR         |
| 45952 - | 2001 AS31              | 4 janvier 2001        | LINEAR         |
| 45953 - | 2001 AZ33              | 4 janvier 2001        | LINEAR         |
| 45954 - | 2001 AP38              | 3 janvier 2001        | LONEOS         |
| 45955 - | 2001 AK40              | 3 janvier 2001        | LONEOS         |
| 45956 - | 2001 AG41              | 3 janvier 2001        | LINEAR         |
| 45957 - | 2001 AQ44              | 15 janvier 2001       | T. Kobayashi   |
| 45958 - | 2001 AF45              | 15 janvier 2001       | T. Kobayashi   |
| 45959 - | 2001 AA51              | 15 janvier 2001       | Spacewatch     |
| 45960 - | 2001 BX                | 17 janvier 2001       | T. Kobayashi   |
| 45961 - | 2001 BA6               | 18 janvier 2001       | LINEAR         |
| 45962 - | 2001 BM11              | 20 janvier 2001       | NEAT           |
| 45963 - | 2001 BX14              | 21 janvier 2001       | T. Kobayashi   |
| 45964 - | 2001 BE15              | 21 janvier 2001       | T. Kobayashi   |
| 45965 - | 2001 BP20              | 19 janvier 2001       | LINEAR         |
| 45966 - | 2001 BS23              | 20 janvier 2001       | LINEAR         |
| 45967 - | 2001 BF24              | 20 janvier 2001       | LINEAR         |
| 45968 - | 2001 BG25              | 20 janvier 2001       | LINEAR         |
| 45969 - | 2001 BC26              | 20 janvier 2001       | LINEAR         |
| 45970 - | 2001 BZ27              | 20 janvier 2001       | LINEAR         |
| 45971 - | 2001 BF29              | 20 janvier 2001       | LINEAR         |
| 45972 - | 2001 BU30              | 20 janvier 2001       | LINEAR         |
| 45973 - | 2001 BP33              | 20 janvier 2001       | LINEAR         |
| 45974 - | 2001 BG35              | 20 janvier 2001       | LINEAR         |
| 45975 - | 2001 BV40              | 21 janvier 2001       | LINEAR         |
| 45976 - | 2001 BT41              | 25 janvier 2001       | Spacewatch     |
| 45977 - | 2001 BU44              | 19 janvier 2001       | LINEAR         |
| 45978 - | 2001 BY44              | 19 janvier 2001       | LINEAR         |
| 45979 - | 2001 BZ46              | 21 janvier 2001       | LINEAR         |
| 45980 - | 2001 BT48              | 21 janvier 2001       | LINEAR         |
| 45981 - | 2001 BW50              | 28 janvier 2001       | T. Kobayashi   |
| 45982 - | 2001 BE51              | 27 janvier 2001       | NEAT           |
| 45983 - | 2001 BF54              | 18 janvier 2001       | Spacewatch     |
| 45984 - | 2001 BK56              | 19 janvier 2001       | LINEAR         |
| 45985 - | 2001 BW59              | 26 janvier 2001       | LINEAR         |
| 45986 - | 2001 BC66              | 26 janvier 2001       | LINEAR         |
| 45987 - | 2001 BF66              | 26 janvier 2001       | LINEAR         |
| 45988 - | 2001 BK66              | 26 janvier 2001       | LINEAR         |
| 45989 - | 2001 BA67              | 30 janvier 2001       | LINEAR         |
| 45990 - | 2001 BT69              | 31 janvier 2001       | LINEAR         |
| 45991 - | 2001 BQ70              | 26 janvier 2001       | LINEAR         |
| 45992 - | 2001 BX70              | 29 janvier 2001       | LINEAR         |
| 45993 - | 2001 BE71              | 29 janvier 2001       | LINEAR         |
| 45994 - | 2001 BQ71              | 29 janvier 2001       | LINEAR         |
| 45995 - | 2001 BB72              | 31 janvier 2001       | LINEAR         |
| 45996 - | 2001 BY72              | 27 janvier 2001       | NEAT           |
| 45997 - | 2001 BO73              | 29 janvier 2001       | LINEAR         |
| 45998 - | 2001 BZ75              | 26 janvier 2001       | LINEAR         |
| 45999 - | 2001 BE77              | 26 janvier 2001       | LINEAR         |
| 46000 - | 2001 BO79              | 21 janvier 2001       | LINEAR         |